# Super Pitfall
Super Pitfall (スーパーピットフォール Sūpā Pittofōru?) är ett dator/TV-spel utgivet 1986 till Famicom och PC-8801 av Pony Canyon i Japan. Spelet släpptes till Famicom i september 1986. 1987 släpptes spelet i Nordamerika till NES av Activision.

## Handling
Spelet är en remake av Pitfall II: Lost Caverns.

### Fotnoter
1. 1 2  ”Super Pitfall”. NES DB. 2 mars 1986. Arkiverad från originalet den 4 mars 2016. https://web.archive.org/web/20160304132659/http://www.nesdb.se/game_more.php?id=1405&rid=4. Läst 28 juni 2014.